# Rete tranviaria di Clermont-Ferrand
La rete tranviaria di Clermont-Ferrand, gestita da SMTC, è un sistema di trasporto pubblico della città francese di Clermont-Ferrand ed è composto da una linea che si estende per circa 14 km con 31 fermate: la tranvia è stata inaugurata il 13 novembre 2006.
A differenza della rete tranviaria in funzione fino al 1956, l'attuale non è una tranvia di tipo classico, bensì utilizza un sistema guidato di tipo Translohr ad una sola rotaia.

## Storia
La prima linea tranviaria a Clermont-Ferrand, a scartamento normale, fu inaugurata il 7 gennaio 1890 gestita dalla Compagnie des tramways électriques de Clermont-Ferrand e collegava Montferrand con piazza de Jaude: questo tram è stato il primo a trazione elettrica in Francia; rapidamente la rete viene estesa fino a Royat ed il servizio è svolto da 22 vetture. Nel corso degli anni successivi furono aperti numerosi altri prolungamenti: nel 1902 tra piazza de Jaude e piazza Delille, nel 1913 con la stazione ed il quartiere Fontgiève e nel 1914 per Beaumont.

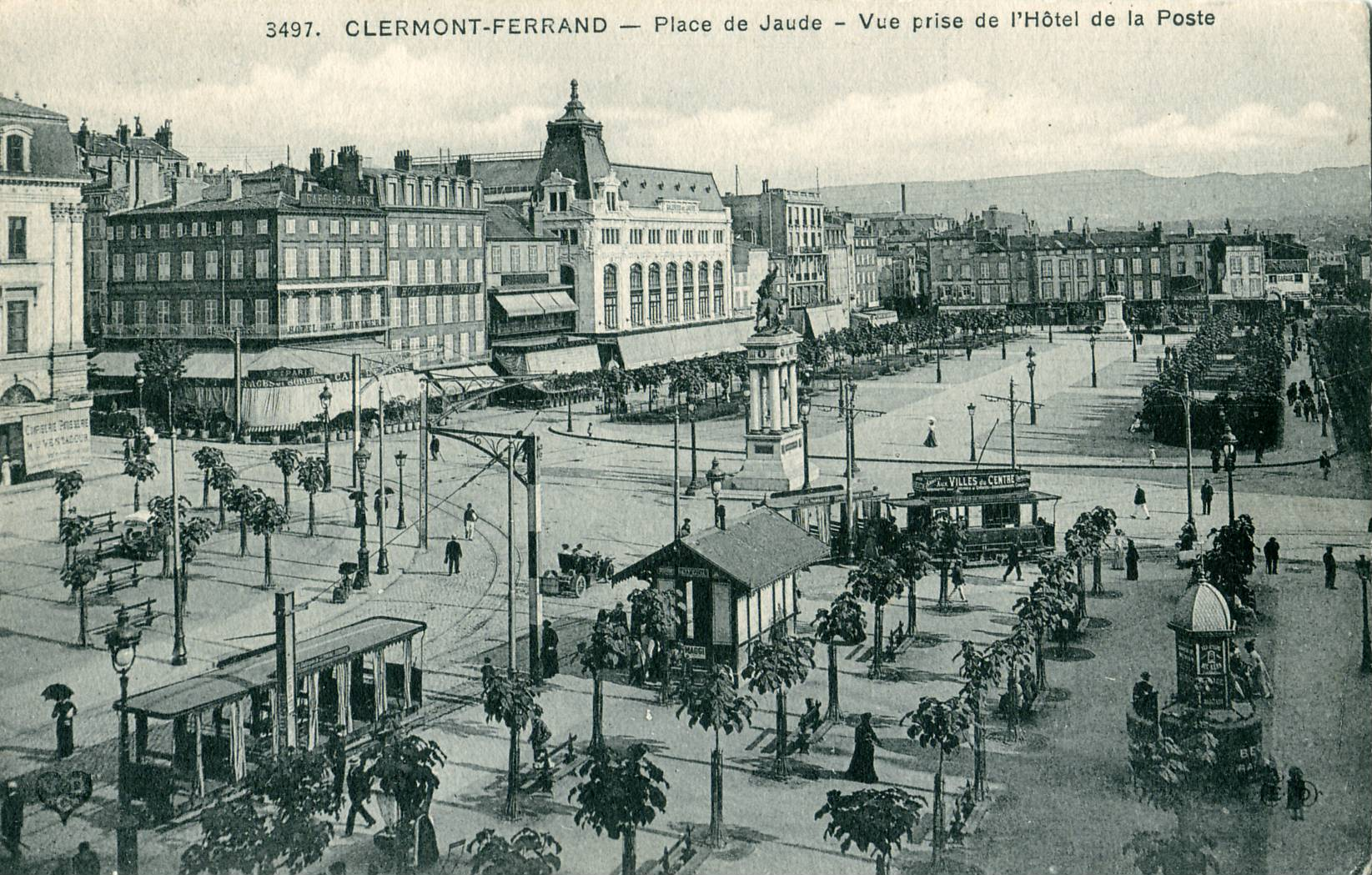
Foto d'epoca

Poco dopo la fine della prima guerra mondiale il parco rotabili venne completamente sostituito con vetture moderne ed in seguito ne vengono acquistate numerose altre per far fronte al costante aumento d'utenza: nel 1932 si contavano 33 tram e 24 rimorchi. In questo periodo, precisamente nel 1922, venne inoltre aperto un prolungamento verso Ceyrat, nella valle dell'Artière, che verrà presa d'assalto da numerosi turisti, soprattutto la domenica, provocando nella zona l'apertura di numerosi ristoranti e bar; un altro prolungamento fu inaugurato nel 1928 per Aubière.
Alla fine della seconda guerra mondiale il servizio tranviario subisce soltanto una leggera flessione, rimanendo uno dei mezzi di trasporto pubblico preferito dai cittadini; tuttavia l'aumento del numero di automobili porta alla decisione di creare un programma per il miglioramento del traffico di Clermont-Ferrand. Con l'attuazione del programma furono istituiti numerosi sensi unici, furono creati dei viali rimuovendo file di alberi, furono installati semafori e molte linee tranviarie, considerate d'intralcio al traffico, furono smantellate e sostituite dagli autobus: l'ultimo tram circolò 17 marzo 1956; in molte zone della città le rotaie furono solamente asfaltate, tanto che, ancora oggi, sono visibili in più punti.

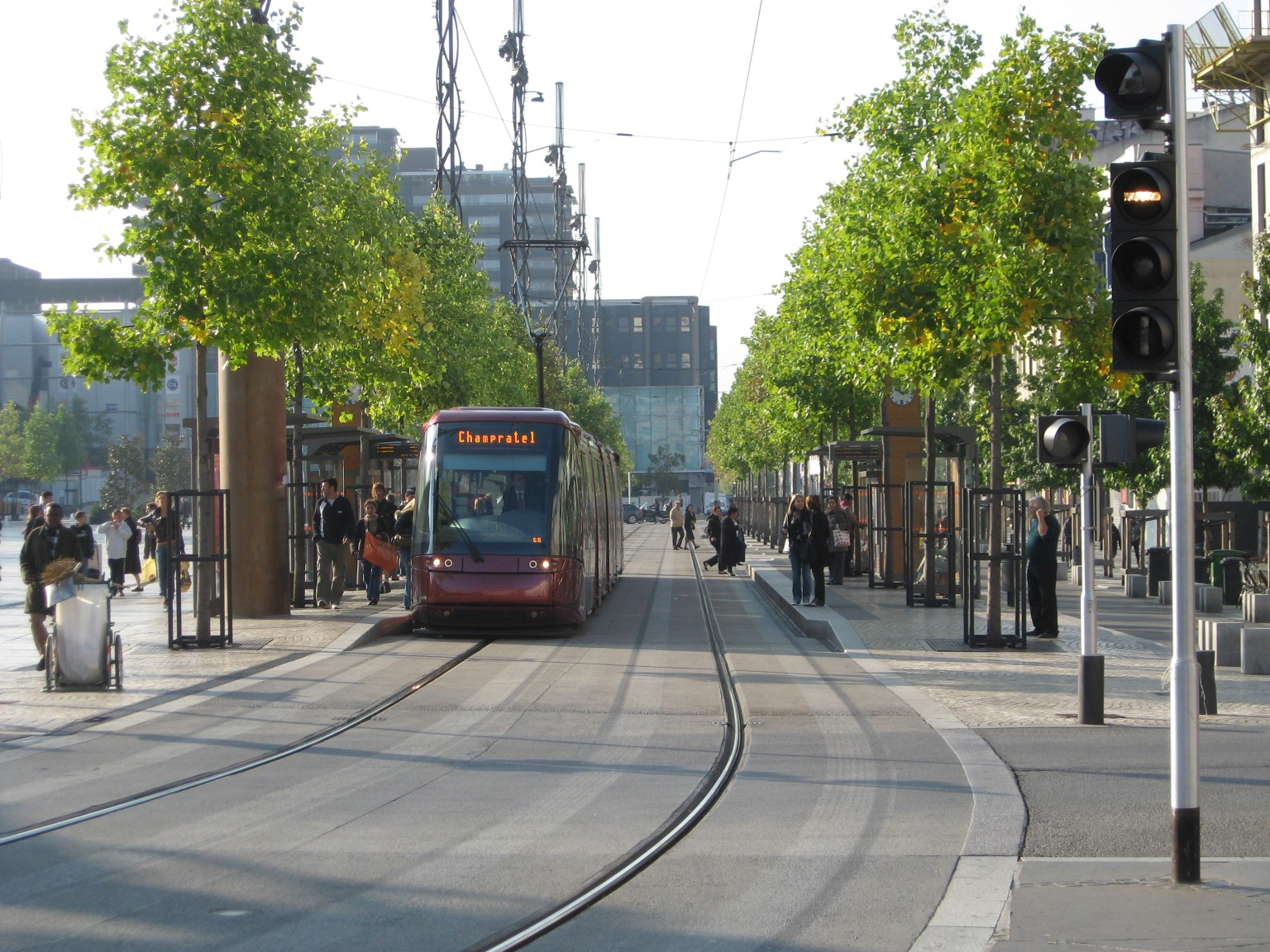
Il Translohr di Clermont-Ferrand

A partire dagli anni settanta la consapevolezza dei disagi sia ambientali che urbani provocati dalle automobili portarono all'idea di ricreare una rete tranviaria urbana: durante l'elezioni del 1983 il sindaco Roger Quilliot rilanciò la proposta, ma uno studio serio fu effettuato solo a partire dal 1990 e che doveva essere portato a termine entro il 2002: il progetto prevedeva la costruzione di due linee, una in direzione nord-sud, chiamata linea A e l'altra est-ovest, chiamata linea B. Nel 1996 furono lanciate delle gare per il materiale rotabile e la scelta cadde sul Citadis dell'Alstom, ma dopo poco più di un mese da tale decisione, il progetto del tram fu definitivamente abbandonato.
Nel 1999 il Syndicat mixte des transports en commun de l'agglomération clermontoise (SMTC) propose la costruzione di una tranvia su gomma chiamata Translohr; l'inizio dei lavori, il cui percorso sarà lo stesso della linea A tranviaria progettata nel 1990, preceduti da numerose contestazioni sull'affidabilità del nuovo mezzo di trasporto, iniziarono nel 2001, per terminare nella seconda metà del 2006: l'inaugurazione avvenne il 13 novembre 2006, nel tratto compreso tra Champratel e CHU Gabriel Montpied, ritardata di circa un mese a causa del deragliamento di una vettura durante una corsa di prova. L'apertura totale della tratta è avvenuta il 27 agosto 2007, mentre il 10 gennaio 2011 si è verificato il nuovo deragliamento di un tram che ha causato il ferimento di una persona.

## Rete

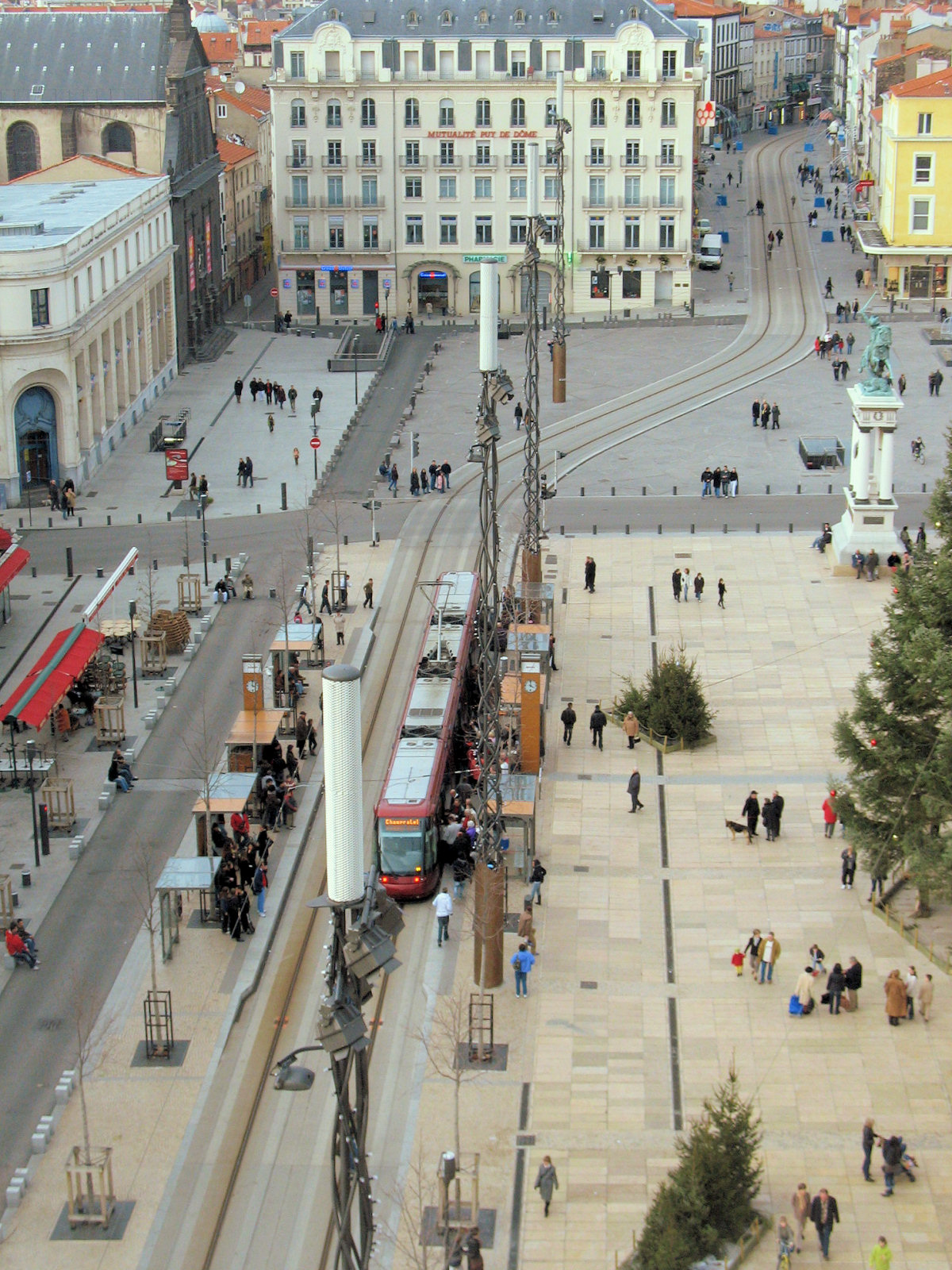
Il tram a piazza de Jaude

La linea A si estende per 14,2 km e dispone di 31 stazioni: il tram parte da Champratel per arrivare alla stazione ferroviaria di Clermont-La Pardieu, attraversando importanti zone della città come lo stadio Marcel-Michelin, il municipio, la centrale piazza de Jaude, il museo d'arte Roger-Quillot e l'università.
I costi di costruzione della tranvia sono ammontati a circa 290 milioni di euro. Il traffico viaggiatori giornaliero è andato oltre ogni più rosea aspettativa raggiungendo una media di 40.000 unità al giorno, con punte fino a 54.000: il record assoluto risale al 16 gennaio 2009 con ben 64.000 passeggeri trasportati. La costruzione della tranvia è stata accompagnata da diversi miglioramenti della città come il rifacimento delle facciate degli edifici pubblici, la piazza de Jaude è stata completamente rifatta e nelle zone interessate dal passaggio del tram c'è stato un vero e proprio boom immobiliare.
Le fermate sono: Champratel, Croix de Neyrat, Hauts de Chanturgue, Collège A. Camus, Les Vignes, Lycée Ambroise-Brugière, Les Pistes, Musée d'art Roger-Quilliot, Montferrand La Fontaine, Gravière, Stade Marcel-Michelin, 1er Mai, Carmes, Delille Montlosier, Hôtel de Ville, Gaillard, Jaude, Lagarlaye, Maison de la Culture, Universités, Saint-Jacques Dolet, CHU Gabriel-Montpied, Saint-Jacques Loucheur, Léon-Blum, La Chaux, Cézeaux Pellez, Campus, Margeride, Fontaine du Bac, Lycée Lafayette, La Pardieu Gare.

## Materiale rotabile
La tranvia di Clermont-Ferrand utilizza la tecnologia Translohr: il parco è composto da 20 vetture color lava e ciascun tram è costituito da 4 moduli, per una lunghezza totale di 32 metri ed è in grado di trasportare 238 persone. Altri 6 tram sono stati acquistati, per un totale di 14 milioni di euro, in prospettiva dell'apertura del prolungamento verso Vergnes, previsto per il 2013.

## Progetti futuri
Originariamente l'apertura del nuovo prolungamento verso Vergnes era prevista per la fine del 2011, ma per la mancanza di fondi economici è slittata al 2013. Un altro prolungamento di circa 1,7 km con tre fermate dovrebbe collegare la città con lo stadio Gabriel Montpied e il quartiere La Plaine.
Allo studio anche un prolungamento di circa 300 metri per creare un interscambio con la rete SNCF, con la costruzione di una nuova stazione ferroviaria; inoltre è in fase di studio la trasformazione del progetto della linea B tranviaria risalente al 1990 in translohr.